# Schwarze

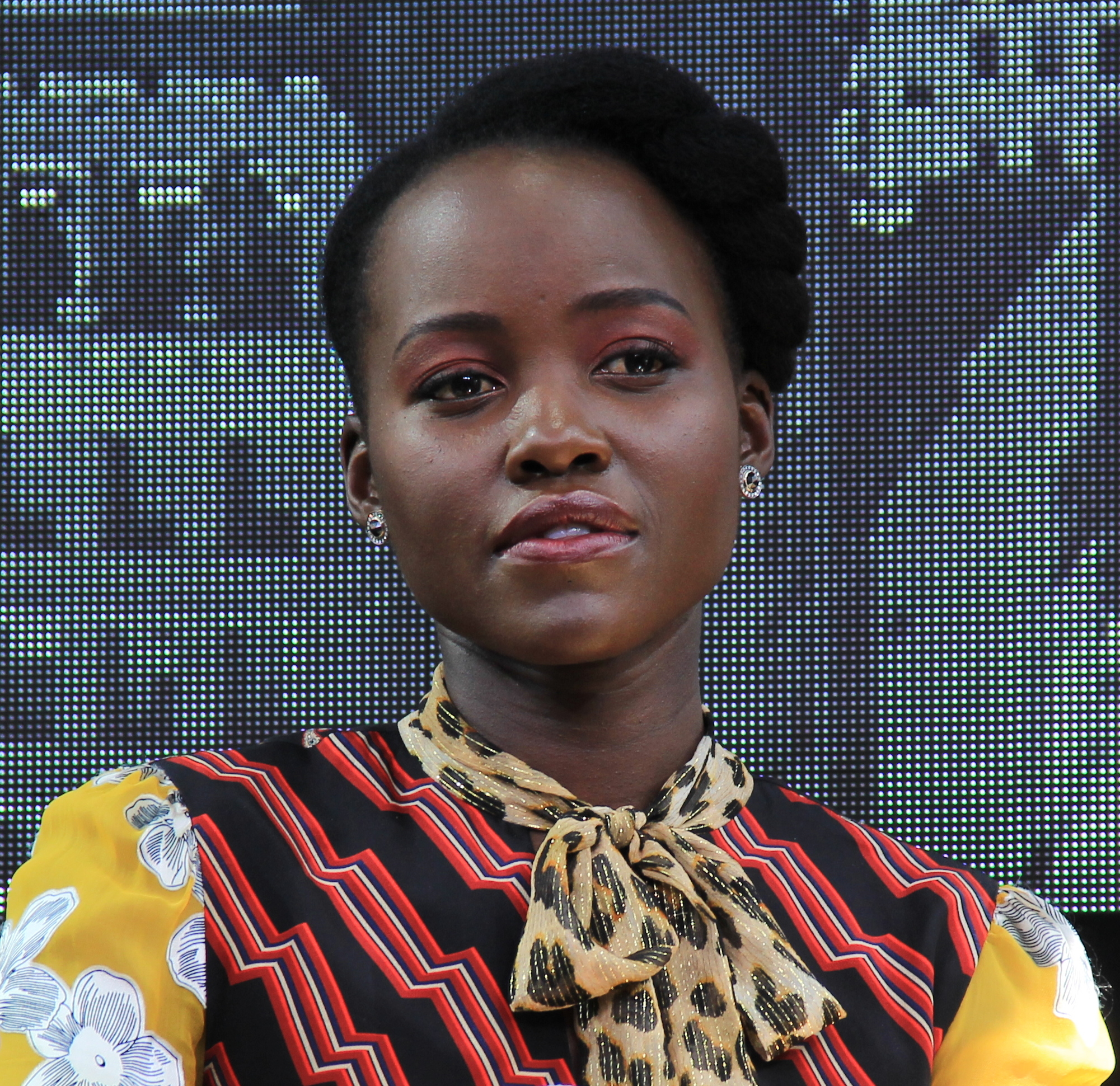
Lupita Nyong’o, kenianische Schauspielerin und Filmemacherin (2019)

Die Bezeichnungen Schwarze und schwarze Menschen werden allgemein für Menschen mit einer dunklen Hautfarbe verwendet. Schwarz ist dabei jedoch nicht nur eine Bezeichnung der Hautfarbe, sondern auch eine sozial konstruierte Kategorie. So werden vielfach Menschen mit allen möglichen Varianten der Hautpigmentierung von dunkelsten bis zu sehr hellen Hautfarben einbezogen, einschließlich Albinos. Die Bezeichnungen werden auch verwendet, um verschiedene Populationen aufgrund historischer und prähistorischer Herkunftsbeziehungen zusammenzufassen.
Einige Verwendungen der Bezeichnungen umfassen nur Menschen mit relativ junger Abstammung aus Subsahara-Afrika (veraltet „Schwarzafrika“, siehe afrikanische Diaspora). Andere Zuschreibungen beziehen weitere Populationen ein, für die eine dunkle Hautfarbe charakteristisch ist, darunter indigene Bewohner Ozeaniens und Südostasiens wie etwa die Aborigines in Australien, die Papua, die Ureinwohner der Andamanen, die Semang auf der Malaiischen Halbinsel und die Aeta auf der philippinischen Insel Luzon.

## Die Bezeichnung „Schwarze“

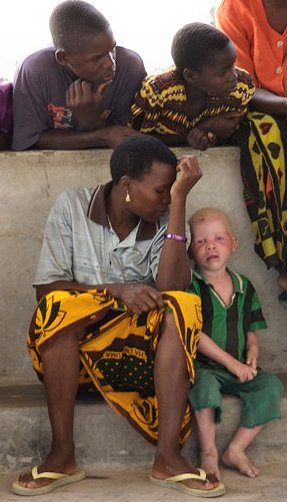
Eine schwarze Frau und ihr Sohn mit Albinismus in Tansania

Anhand der Darstellung Belacanes in Wolfram von Eschenbachs Parzival lässt sich feststellen, dass „religiöse und kulturelle Unterschiede bereits im Hochmittelalter ‚hautfarben‘ kodiert waren“. Im christlichen Kontext war über lange Zeit die Farbe Schwarz mit Sündhaftigkeit assoziiert, ging aber noch nicht mit einer rassistischen Diskriminierung einher. Das änderte sich, als weiße Europäer zunehmend Kontakt zu subsaharischen Afrikanern hatten. Die Bewohner Subsahara-Afrikas wurden und werden wegen ihrer Hautfarbe auch als Schwarzafrikaner bezeichnet, ein Begriff des Kolonialismus, der heutzutage eher vermieden wird.
Der Versuch, Menschen in „Rassen“ zu systematisieren und damit die Einteilung und Hierarchisierung von Menschen in „Weiße“ und „Schwarze“, gewann besonders im Zuge des europäischen Sklavenhandels an Bedeutung. Als Gründe für Schwarzsein wurden religiöse wie klimatische Argumente vorgebracht, und die Bezeichnung als „Schwarze“ wurde auch zur Legitimation von Versklavung und Kolonialismus herangezogen. Subvertiert wurde diese Vorstellung in der haitianischen Revolution. Die 1805 verabschiedete Unabhängigkeitserklärung verkündete: „Künftig sollen die Haitianer nur noch unter dem Oberbegriff ‚Schwarze‘ bekannt sein“.
Die Unterteilung der Menschheit in Rassen und die Zuordnung dieser zu Farben schritt allerdings trotz Widerspruchs (in Deutschland z. B. durch Georg Forster) voran. Die Unterscheidung von Rassen nach Farben blieb zwar oberflächlich, das erlaubte aber die weite Verbreitung in allen sozialen Schichten. Nach der deutschen Niederlage im Ersten Weltkrieg und der folgenden Besatzung, in deren Zuge auch Einheiten aus Afrika im Rheinland stationiert wurden, richtete sich eine internationale Kampagne gegen die „schwarze Schmach“, die den Deutschen dadurch angetan werde. Im Zuge der Kampagne wurden schwarze Männer mit Tieren wie Gorillas verglichen.
In der älteren Literatur wurde auch die mittlerweile aufgegebene rassenkundliche Bezeichnung Neger oder Negride (Negroide) synonym zu Schwarzer verwendet. Die Idee einer „schwarzen“ Hautfarbe und die Einteilung von Menschen in „Schwarze“ und „Weiße“ wird als soziale Konstruktion beschrieben. Da sich Hauttöne stark unterscheiden und sich damit keine Trennlinie zwischen „Weißen“ und „Schwarzen“ festlegen lässt, bezeichnet Susan Arndt Hautfarbe als „eine Erfindung des Rassismus […] Mit anderen Worten: Wir sehen ‚Hautfarben‘, weil der Rassismus dieses Sehen erfunden und in Wissen verwandelt hat.“
Um sprachlich zu kennzeichnen, dass es sich bei der Attributierung „schwarz“ nicht um eine reale Eigenschaft, sondern um eine soziale Konstruktion handelt, wird das Adjektiv in Verbindungen wie „Schwarze Menschen“ mitunter groß geschrieben. Die Großschreibungen empfehlen Initiativen wie die Initiative Schwarze Menschen in Deutschland oder die Neuen deutschen Medienmacher. Der Duden registriert die Schreibweise „Schwarzer Mensch“ als Alternative zu als rassistisch empfundenen Bezeichnungen, listet die Option einer Großschreibung im Eintrag zu „schwarz“ allerdings nicht.

Im englischsprachigen Raum wird das Adjektiv „Black“ von einer Vielzahl von Medien (u. a. New York Times, Washington Post und Associated Press) in Großschreibung verwendet. Von Afroamerikanern wurde das Wort in Großschreibung schon seit den 1960er Jahren verwendet und auch Wörterbücher listeten dies als Option.

## Kulturelle Konzepte einer schwarzen Ethnie

### Südafrika

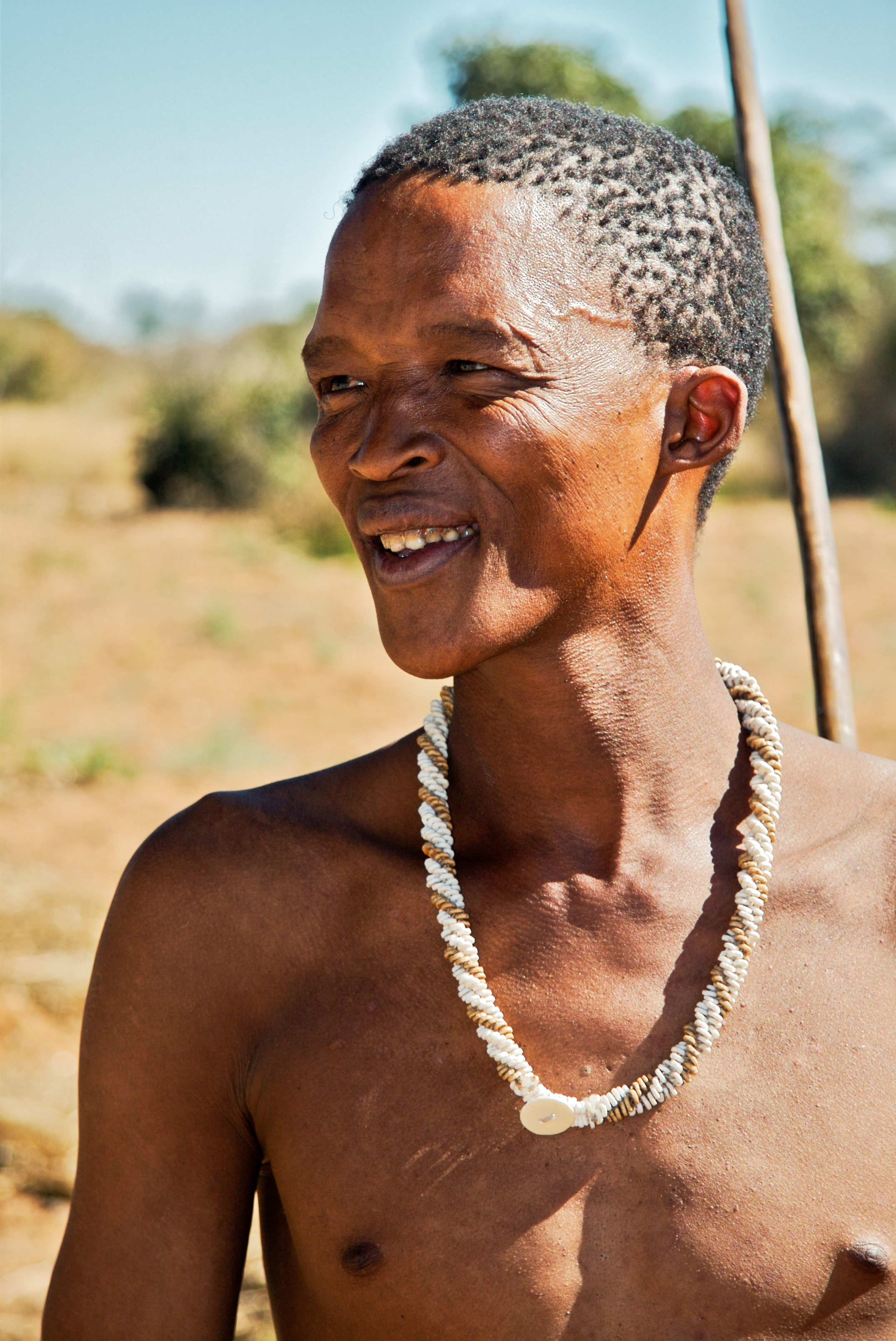
Ein Mann der San, einer ethnischen Gruppe im südlichen Afrika

In Südafrika wurde die Bevölkerung seit der Kolonialzeit in vier Gruppen klassifiziert: Schwarze, Weiße, Asiaten (meist Inder) und Coloureds. Die Gruppe der Coloureds umfasste Menschen gemischter Bantu, Khoisan und europäischer Herkunft (einige mit kapmalaiischen Vorfahren, besonders am Westkap). Die Definition von Coloured war eine Zwischenstufe der Gruppen Schwarz und Weiß in Südafrika. Während der Apartheidsperiode fand diese Klassifizierung innerhalb der Gesetzgebung des Landes eine besondere Ausprägung mit vielfältigen rechtlichen Auswirkungen im Alltag, beispielsweise in Form einer separaten Eingeborenenverwaltung.
Die Bürokratie der Apartheid entwickelte Kriterien, beispielsweise mit dem Population Registration Act von 1950, um zu bestimmen, wer zu welcher Gruppe gehörte. Untere Beamte überwachten Tests zur Durchsetzung der Klassifizierungen. Wenn das physische Erscheinungsbild einer Person keinen Aufschluss darüber gab, ob sie als Coloured oder Schwarz gelten sollte, wurde der „Bleistift-Test“ angewandt. Hierbei wurde ein Bleistift in das Haar der Person gesteckt, um festzustellen, ob das Haar kraus genug war und der Stift stecken blieb.
Besonders während der Apartheid-Ära wurden diejenigen, die als Coloured eingestuft waren, ebenso wie die schwarze Bevölkerung unterdrückt und diskriminiert. Dennoch besaßen sie erweiterte Rechte und lebten insgesamt unter besseren sozio-ökonomischen Bedingungen als die als Schwarze Eingestuften.
In der Zeit nach der Apartheid definierten die von der ANC-geführten Regierung erlassenen Gesetze zur Politik der Affirmative Action, dass zu Schwarzen auch Afrikaner, Coloureds und Asiaten zu zählen seien. Durch die Regierungspolitik einer Affirmative Action wurden Afrikaner gegenüber Coloureds jedoch begünstigt.
Im Jahr 2008 entschied der Pretoria High Court in Südafrika, dass chinesische Südafrikaner, die schon während der Apartheid Einwohner waren, juristisch als Schwarze reklassifiziert werden mussten, damit sie auch Zugang zu den Vorteilen der Affirmative Action erhielten, da auch sie zuvor benachteiligt worden waren. Chinesische Einwanderer, die nach dem Ende der Apartheid nach Südafrika kamen, profitierten hiervon nicht, ebenso wenig wie schwarze Menschen, die sich später in Südafrika niederließen.
Neben dem Erscheinungsbild können Coloureds anhand der Sprache von Schwarzen unterschieden werden. Die meisten sprechen Afrikaans oder Englisch als Muttersprache, im Gegensatz zu Bantusprachen wie Zulu oder Xhosa. Sie besitzen tendenziell eher europäisch klingende Namen als Bantu-Namen.

### Arabische Welt
Schwarze Afrikaner und Orientbewohner haben seit prähistorischer Zeit Kontakt zueinander. Einige Historiker schätzen, dass bis zu 14 Millionen schwarze Afrikaner im orientalischen Sklavenhandel von 600 bis 1900 n. Chr. über das Rote Meer, den Indischen Ozean und die Wüste Sahara verschleppt wurden. Der marokkanische Sultan Mulai Ismail „der Blutdürstige“ (1672–1727) stellte ein Heer von 150.000 schwarzen Sklaven auf und zwang damit das gesamte Land, sich ihm zu unterwerfen.

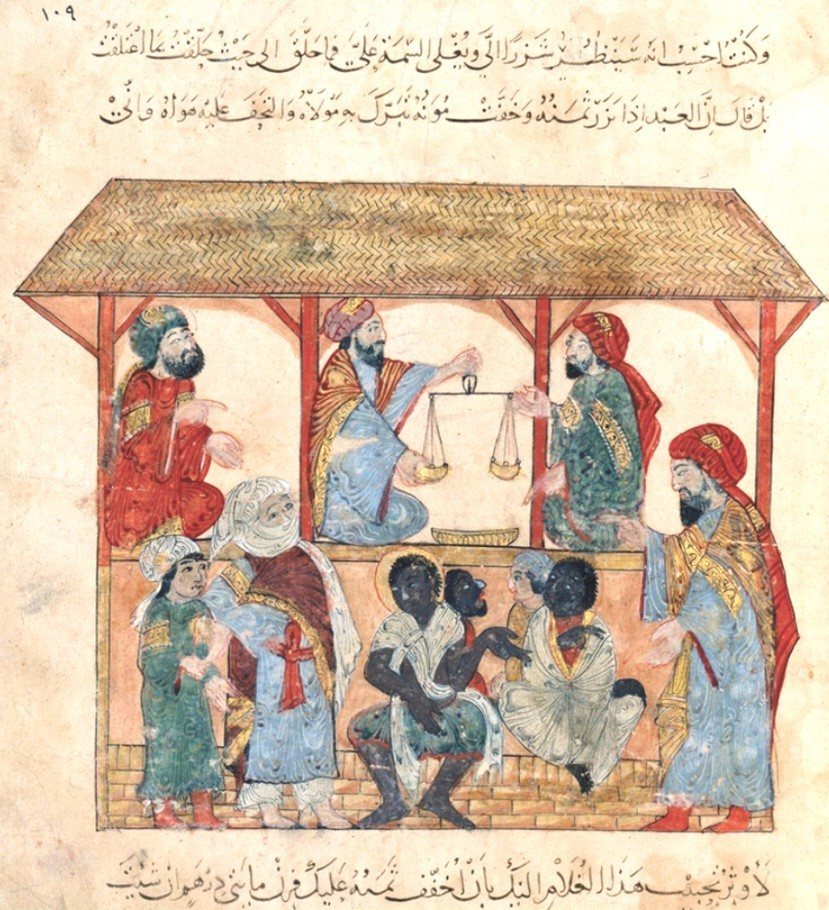
Sklavenmarkt des 13. Jahrhunderts im Jemen. Jemen schaffte die Sklaverei 1962 ab

Der Ursprung der afroasiatischen Sprachen, zu denen die semitischen Sprachen (wie Arabisch und Hebräisch) zählen, wird von den meisten Wissenschaftlern in Äthiopien vermutet. Dies rührt daher, dass diese Region sehr unterschiedliche Sprachgruppen auf engem geografischem Gebiet aufweist. Dies wird oft als sicherer Hinweis für einen linguistisch-geografischen Herkunftsort gewertet.
In späterer Zeit, etwa 1000 n. Chr., führte die Interaktion zwischen Schwarzen und Arabern zu einem umfassenden Eingang arabischen Vokabulars in Swahili, welches daraufhin zu einer Lingua Franca für Handlungsreisende wurde. Einiges von diesem sprachlichen Austausch geschah als Resultat des Sklavenhandels; die Geschichte der Sklaverei im Islam zeigt, dass die Madhhabs traditionell die Institution der Sklaverei akzeptierten. Als Ergebnis hieraus weitete sich der arabische Einfluss entlang der Ostküste Afrikas und auch teilweise im Inneren des Kontinents aus (siehe Ostafrika). Timbuktu war ein Handelsplatz, der Westafrika mit den Berbern, arabischen und jüdischen Händlern in der gesamten arabischen Welt verknüpfte. Aufgrund dieser Verbindungen haben viele Araber im Nahen Osten schwarze Vorfahren, und viele Schwarze im Raum der Sahara und der Ostküste Afrikas haben arabische Vorfahren.
Nach Carlos Moore, Wissenschaftler an der brasilianischen Universidade do Estado da Bahia, identifizieren sich Personen mit schwarzafrikanischen Vorfahren in der arabischen Welt auf eine Art und Weise, wie sie Lateinamerika widerspiegelt. Er argumentiert, dass sich dunkelhäutige Araber ähnlich wie dunkelhäutige Lateinamerikaner als weiß betrachten, da sie entfernte weiße Vorfahren haben.
Moore behauptet weiterhin, dass ein Film über den ägyptischen Präsidenten Anwar as-Sadat gestoppt worden sei, als Sadat erfuhr, dass er von einem Afroamerikaner gespielt werden sollte. Tatsächlich wurde der Fernsehfilm Sadat von 1983, mit Louis Gossett, Jr. in der Hauptrolle, nicht gestoppt. Die ägyptische Regierung verhinderte jedoch die Aufführung des Films in Ägypten, unter anderem wegen der Auswahl von Gossett. Diese Einwände kamen allerdings nicht von Sadat, da dieser zwei Jahre zuvor bei einem Anschlag ums Leben gekommen war.
Sadats Mutter war eine schwarze Sudanesin und sein Vater ein Ägypter helleren Hauttyps. In Entgegnung einer Werbung für eine Führungsrolle antwortete er: „Ich bin nicht weiß, aber ich bin auch nicht wirklich schwarz. Meine Schwärze ist tendenziell rötlich.“
Fathia Nkrumah war eine weitere bekannte ägyptische Person mit schwarzafrikanischen Wurzeln. Sie war die Frau des ghanaischen Revolutionärs Kwame Nkrumah, deren Heirat als Hilfe für die Schaffung einer Kooperationsbasis zwischen Ägypten und anderen afrikanischen Ländern, welche um ihre Unabhängigkeit von den europäischen Kolonialmächten rangen, gesehen wurde. Diese Kooperation förderte die Bildung der Afrikanischen Union.
Aufgrund der patriarchisch geprägten arabischen Gesellschaft hatten arabische Männer mehr Bedarf an schwarzen weiblichen Sklaven denn an schwarzen männlichen Sklaven. Mehr schwarze Frauen als schwarze Männer waren versklavt, und da der Koran dahingehend interpretiert wurde, dass sexuelle Beziehungen zwischen männlichen Sklavenhaltern und Sklavinnen außerhalb der Ehe erlaubt waren (Ma malakat aymanukum), wurden viele Mischlingskinder geboren. Sobald eine versklavte Frau von ihrem Besitzer schwanger wurde, erlangte sie als umm walad (Mutter eines Kindes) einen privilegierten Status. Das Kind profitierte von dem Wohlstand seines Vaters und erlangte das Erbrecht. Wegen der Patrilinearität waren die Kinder frei geboren und wurden manchmal sogar Herrschaftsnachfolger ihrer Väter, wie es beispielsweise bei Sultan Ahmad al-Mansur der Fall war, der von 1578 bis 1608 Marokko beherrschte; seine Mutter war eine Konkubine, die dem Volk der Fulani angehörte. Dennoch erstreckte sich solche Toleranz nicht auf Personen mit vollständig schwarzafrikanischer Abstammung, selbst wenn sie „frei“ waren, und die Vorstellung, dass schwarz sein so viel bedeutete wie Sklave sein, wurde ein allgemeiner Glaube. Das arabische Wort Abd (arabisch عبد, Sklave) ist weiterhin eine gebräuchliche Bezeichnung für Schwarze im Nahen Osten, auch wenn es oft nicht abfällig gemeint ist.

### In Amerika
Ungefähr 12 Millionen Afrikaner wurden während des atlantischen Sklavenhandels von 1492 bis 1888 nach Amerika verschleppt. Heute liegt die Zahl ihrer Nachfahren bei etwa 150 Millionen, wobei die Mehrheit von ihnen in den Vereinigten Staaten, der Karibik und Lateinamerika (vor allem in Brasilien) lebt. Viele haben mittlerweile eine gemischte Herkunft aufgrund afrikanischer, indianischer, europäischer und asiatischer Vorfahren. Die verschiedenen amerikanischen Regionen entwickelten komplexe gesellschaftliche Konventionen, mit denen ihre multi-ethnischen Bevölkerungen klassifiziert wurden.

#### Vereinigte Staaten
In den ersten 200 Jahren bezeichneten sich Schwarze in den Vereinigten Staaten üblicherweise als Afrikaner. In Afrika identifizierten sich die Menschen primär anhand ethnischer Gruppenzugehörigkeit (eng verbunden mit ihrer Sprache) und nicht anhand der Hautfarbe. Der Einzelne wäre Aschanti, Igbo, Bakongo oder Wolof. Doch als Afrikaner nach Amerika gebracht wurden, wurden sie aus Angst vor Aufständen dazu gezwungen, ihre ethnischen Verbindungen aufzugeben. Daraus resultierend vermischten sich Afrikaner mit Afrikanern anderer ethnischer Gruppen. Dies ist wesentlich, da die Afrikaner aus einer weitläufigen geographischen Region kamen, die sich entlang der westafrikanischen Küste von Senegal bis Angola erstreckt. Vereinzelt kamen sie auch von der Ostküste, wie zum Beispiel aus Mosambik. Eine neue Identität und Kultur, die Elemente aller verschiedener Ethnien und europäischer Kultur beinhaltete, war geboren. Hieraus entstanden unter anderem afroamerikanische Kirchen und ein spezielles afroamerikanisches Englisch. Diese neue Identität basierte nun auf Hautfarbe und afrikanischer Abstammung anstatt auf ethnischer Zugehörigkeit.
Im März 1807 erklärte das Vereinigte Königreich von Großbritannien und Irland den atlantischen Sklavenhandel für illegal (nur den Sklavenhandel, nicht die Sklaverei selbst). Noch im gleichen Jahr folgten die Vereinigten Staaten mit einem entsprechenden Gesetz, welches am 1. Januar 1808 in Kraft trat (dem für den Kongress der Vereinigten Staaten frühest möglichen Datum nach Artikel I, Abschnitt 9 der Verfassung der Vereinigten Staaten).
Zu diesem Zeitpunkt war die Mehrheit der Schwarzen in den Vereinigten Staaten geboren und der Begriff „Afrikaner“ wurde problematisch. Obwohl er ursprünglich ein Wort des Stolzes war, fürchteten viele Schwarze, dass sein weiterer Gebrauch ihren Kampf um volle Bürgerrechte behindern könnte. Außerdem befürchteten sie, dass er den Befürwortern einer Rücksiedlung der Schwarzen nach Afrika zusätzlichen Aufschwung geben könnte. Im Jahr 1835 riefen schwarze Wortführer die Schwarzen dazu auf, den Begriff „African“ („Afrikaner“/„afrikanisch“) aus den Namen ihrer Organisationen zu streichen und ihn durch „Negro“ oder „Colored American“ zu ersetzen. Einige wenige Institutionen entschieden sich jedoch dafür, ihren alten Namen nicht zu ändern, wie beispielsweise die African Methodist Episcopal Church. Der Begriff „Negro“ behielt bis Ende der 1960er Jahre seine Popularität.
Die Bezeichnung „Black“ („Schwarze“) war in kontinuierlichem, aber nicht häufigem Gebrauch, da sie eine gewisse Stigmatisierung transportierte. In seiner Rede „I Have a Dream“ von 1963 verwendete Martin Luther King, Jr. das Wort „Negro“ 15 Mal und „black“ vier Mal. Jedes Mal, wenn er „schwarz“ benutzte, stand es in parallelem Zusammenhang zu „weiß“ (zum Beispiel schwarze Menschen und weiße Menschen). Mit dem Erfolg der Bürgerrechtsbewegung wurde ein neuer Begriff benötigt, um eine deutliche Trennlinie zur Vergangenheit zu schaffen und den Bezug zur legalen Diskriminierung abzulegen. An Stelle von „Negro“ wurde „Black“ als Synonym für Stolz, Wehrhaftigkeit und Kraft beworben. Einige dieser Wendepunkte waren der Gebrauch des Begriffs Black Power durch Stokely Carmichael und die Veröffentlichung von James Browns Song Say It Loud – I’m Black and I’m Proud von 1968. 1972 folgte Billy Pauls Song Am I Black Enough For You, der ebenfalls in den Billboard-Charts vertreten war. Des Weiteren wurde auch der Begriff „colored“ in den USA und international bei „Weißen“ weithin gangbar.
Jesse Jackson drängte die Amerikaner 1988 zur Verwendung der Bezeichnung „African American“, da diese eine historische kulturelle Basis hat. Seitdem haben die Worte „Afroamerikaner“ und „Schwarze“ einen im Wesentlichen gleichwertigen Status. Es herrscht allerdings weiterhin eine Kontroverse darüber, welcher Begriff angemessener ist. Autoren wie Maulana Karenga und Owen Alik Shahadah argumentieren, dass Afroamerikaner passender ist, da es genau den geografischen und historischen Ursprung artikuliert. Andere argumentierten, dass „Schwarze“ der bessere Begriff sei, da „Afrikaner“ Fremdheit suggeriere, ungeachtet der langen Geschichte von Schwarzen in den Vereinigten Staaten. Dennoch glauben andere wiederum, dass der Begriff Schwarze ungenau sei, da Afroamerikaner eine Vielzahl unterschiedlicher Hauttöne haben. Umfragen ergaben, dass die Mehrheit der schwarzen Amerikaner sich weder als Afroamerikaner noch als Schwarze bezeichnen, obwohl sie auch zeigen, dass eine leichte Präferenz von Black im persönlichen Bereich vorherrscht, während African American im öffentlichen oder formalen Gebrauch bevorzugt wird. Die Angemessenheit des Begriffs African American ist weiterhin wegen steigender Einwanderungszahlen aus Afrika, der Karibik und Lateinamerika umstritten. Die in jüngerer Zeit eingewanderten Afrikaner sehen sich manchmal selbst als kulturell verschieden von den einheimischen Nachfahren der afrikanischen Sklaven und werden auch von anderen so gesehen.
Das United States Census Bureau betrachtet in seiner Definition von Race „Schwarze“ als Personen mit Wurzeln in einer der schwarzen Bevölkerungsgruppen von Afrika. Eingeschlossen sind Personen, die angeben, sie seien „Black“, „African American“, „Negro“, „Kenianer“, „Nigerianer“ oder „Haitianer“. Allerdings weist das Census Bureau darauf hin, dass diese Klassifizierungen sozio-politische Konstrukte sind und nicht als wissenschaftlich oder anthropologisch betrachtet werden sollten.
Eine beachtliche Anzahl der sich als „Schwarze“ identifizierenden US-Bevölkerung haben indianische oder europäische Vorfahren. So haben genetische Studien gezeigt, dass Afroamerikaner durchschnittlich zu 17–18 % europäischer Herkunft sind.

##### One-drop rule
Ursprünglich wurde in den Vereinigten Staaten der umgangssprachliche Ausdruck one-drop rule verwendet, um eine schwarze Person als jede Person mit bekannten afrikanischen Vorfahren zu definieren. Ungeachtet des äußeren Erscheinungsbildes galten jene Personen als schwarz, denen ein afrikanischer Vorfahre nachgewiesen werden konnte. Rechtlich variierte die Definition jedoch von Bundesstaat zu Bundesstaat. Thomas Jefferson besaß Sklaven, welche zugleich im rechtlichen Sinne „weiß“ (weniger als 25 % afrikanische Abstammung) und „schwarz“ (die Mutter war „schwarze“ Sklavin) waren. Die Regel ist sowohl in den USA (im Vergleich mit z. B. indigenen Völkern oder Asiatischen Amerikanern) als auch international einmalig.
Die one-drop rule entstand möglicherweise als Mittel zur Anhebung der Anzahl schwarzer Sklaven und wurde beibehalten als Versuch, die Vermischung mit den Weißen zu verhindern. Ein Resultat der one-drop rule war die Festigung der afroamerikanischen Gemeinschaft und die Erhaltung einer afrikanischen Identität. Einige der prominentesten Bürgerrechtler hatten sowohl europäische als auch afrikanische Vorfahren und plädierten für die Gleichheit aller Menschen. Durch die Erfolge der Antidiskriminierungs- und Bürgerrechtsbewegung verlor die one-drop rule seit den späten 1960er Jahren an Bedeutung.
Der ehemalige US-Präsident Barack Obama identifiziert sich selbst gleichermaßen als schwarz und als Afroamerikaner. Laut einer unter den Wählern durchgeführten Umfrage vom 1. und 2. November 2006 bezeichneten ihn 55 % der Weißen und 61 % der Hispanics als „Mischling“ anstatt als Schwarzen, nachdem sie darauf hingewiesen wurden, dass seine Mutter Weiße ist. Dahingegen bezeichneten 66 % der schwarzen Wähler Obama als schwarz. Eine weitere Umfrage des gleichen Instituts ergab, dass 42 % der afroamerikanischen Wähler Tiger Woods als Schwarzen beschrieben, wohingegen dies nur 7 % der weißen Wähler taten.

##### Blackness

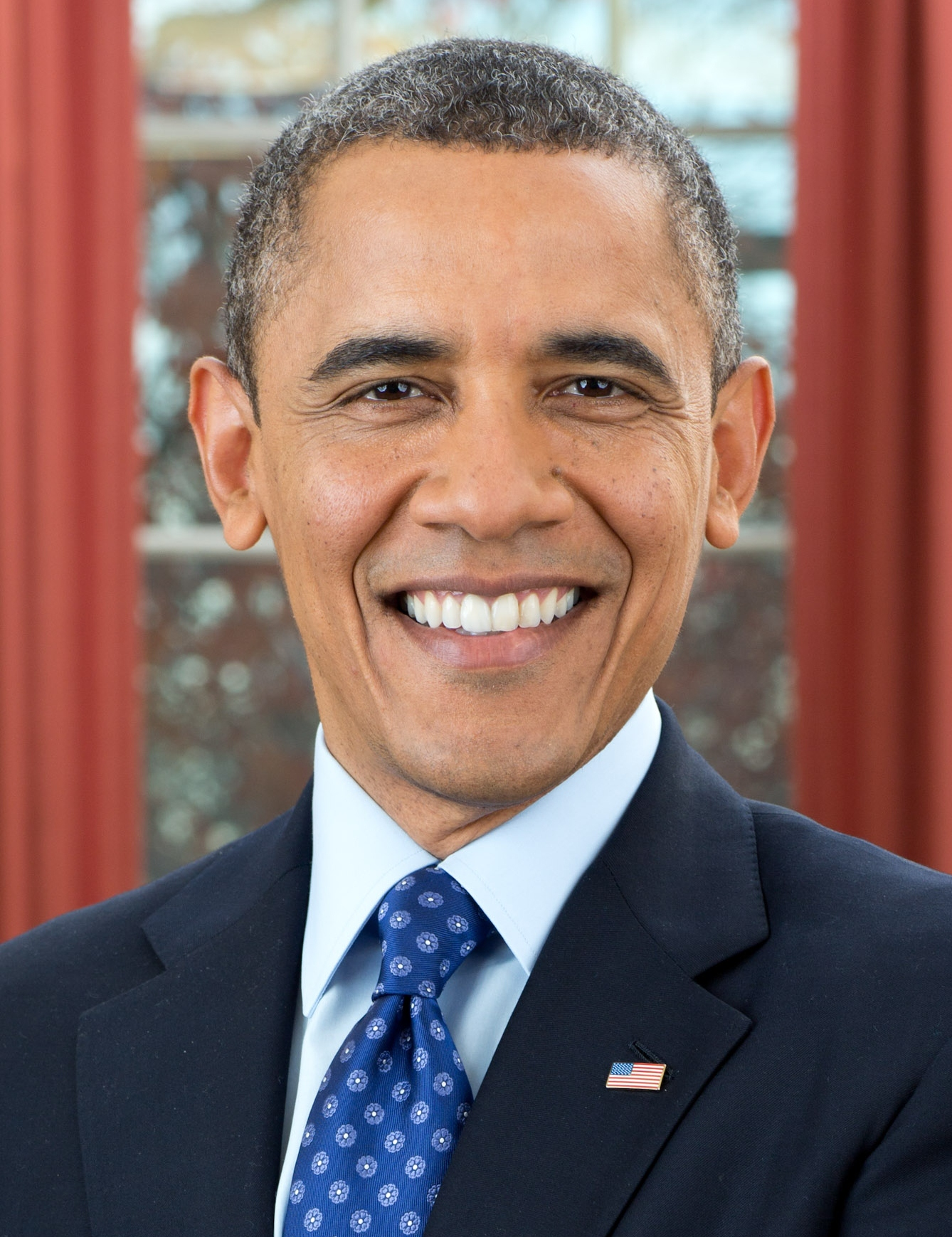
Barack Obama

Das Konzept der Blackness (deutsch etwa „Schwärze“ oder „Schwarzsein“) in den Vereinigten Staaten wird beschrieben als der Grad, bis zu dem eine Person sich selbst mit dem Mainstream der afroamerikanischen Kultur und afroamerikanischen Werten verbunden fühlt. Bis zu einem gewissen Maß betrifft dieses gesellschaftspolitische Konzept nicht so sehr Hautfarbe oder -typ, sondern mehr Kultur und Verhalten. Der Kontrast zu Blackness ist acting white, wobei hier explizit schwarze Amerikaner gemeint sind, die sich in ihrem Verhalten stereotypischer Eigenschaften weißer Amerikaner bedienen. Dies gilt besonders hinsichtlich Mode, Dialekt und Musikgeschmack, sowie auch, zumindest aus Sicht zahlreicher schwarzer Jugendlicher, akademischer Bildungserfolge.
Die Frage der Blackness kam im Zuge der Präsidentschaftswahl 2008 des Demokraten Barack Obama auf. Er wurde während des Wahlkampfes von verschiedenen Seiten als „zu schwarz“ oder im Gegenteil als „nicht schwarz genug“ kritisiert. Kommentatoren, beispielsweise in der Time, stellten die Frage, ob Obama, der zum ersten schwarzen Präsidenten der Vereinigten Staaten gewählt wurde, schwarz genug sei, da seine Mutter eine weiße Amerikanerin und sein Vater ein schwarzer Kenianer waren. Er teilt somit nicht die Herkunftsgeschichte der meisten Afroamerikaner, die von westafrikanischen Sklaven abstammen. Indem er eine schwarze Frau geheiratet hat, regelmäßig eine „schwarze“ Kirche besuchte und mit Armen in der Chicagoer South Side (die eine überwiegend afroamerikanische Bevölkerung hat) arbeitete, habe er sich laut Ta-Nehisi Coates aber für eine Identität als Schwarzer entschieden – trotz seines „Sicherheitsventils der Gemischtrassigkeit“. Obama bezeichnete sich selbst im Wahlkampf um das Präsidentenamt gleichermaßen als schwarz und als Afroamerikaner.

#### Brasilien

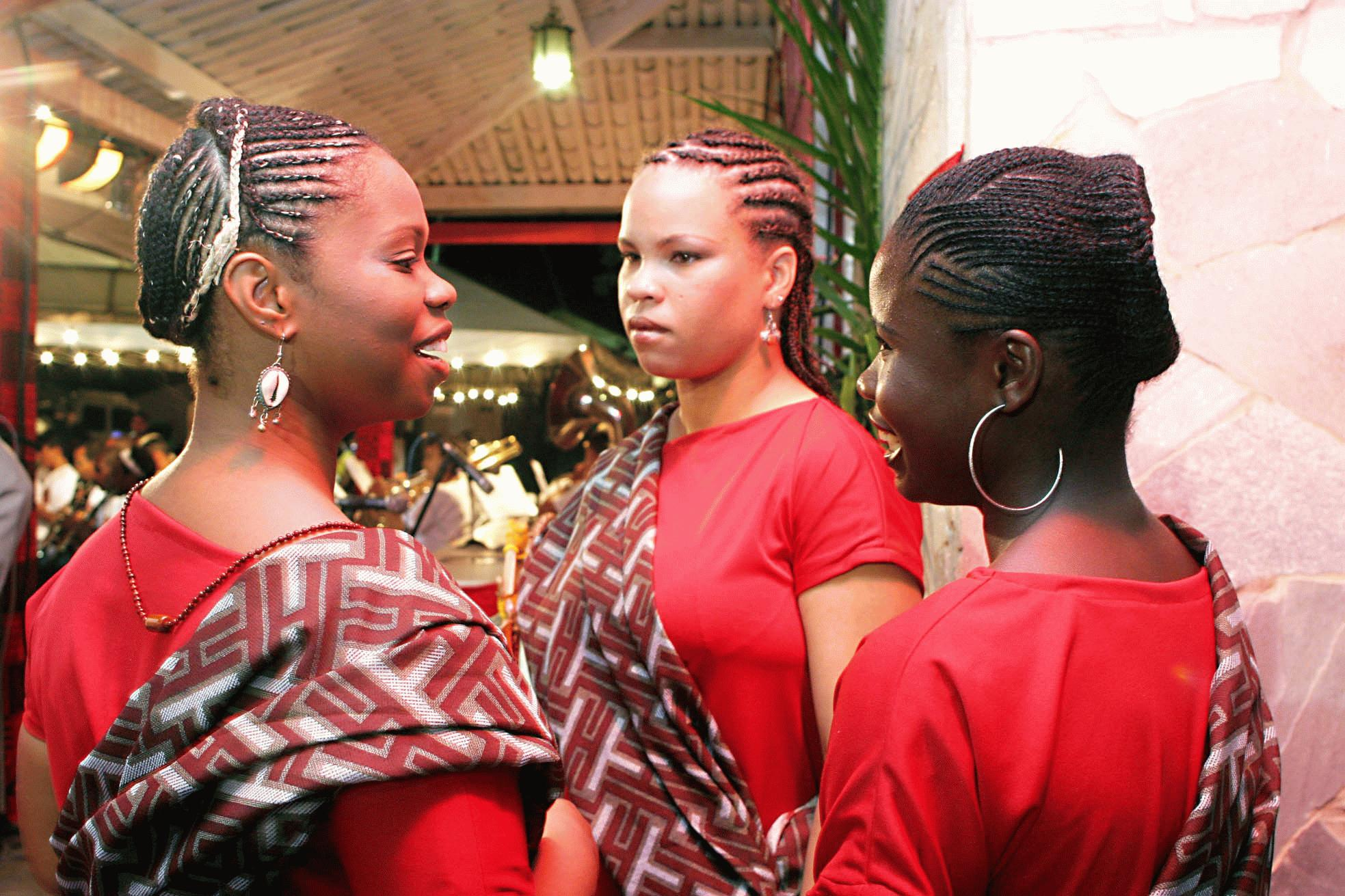
Afrobrasilianische Frauen während einer Candomblé-Zeremonie

Das Thema der Ethnien in Brasilien ist komplex und divers. Ein brasilianisches Kind wurde niemals automatisch mit der ethnischen Herkunft eines oder beider Elternteile identifiziert, noch gab es nur zwei Kategorien, aus denen ausgewählt werden konnte. Zwischen einem Schwarzen und einem sehr hellen Mulatten könnten über ein Dutzend ethnische Kategorien erkannt werden, in Einklang mit den Kombinationen aus Haarfarbe, Haarstruktur, Augenfarbe und Hautfarbe. Diese Typen gehen ineinander über wie die Farben des Farbspektrums und keine einzelne Kategorie steht besonders isoliert gegenüber den anderen. Das heißt ethnische Zuordnung nach Aussehen, nicht nach Vererbung.
Unter den Wissenschaftlern herrscht eine gewisse Uneinigkeit über den Effekt des sozialen Status auf die ethnischen Klassifikationen in Brasilien. Es wird generell angenommen, dass sozialer Aufstieg und Bildung zu einer Neueinstufung von Personen in hellhäutigere Kategorien führt. Eine beliebte These ist, dass in Brasilien arme Weiße als schwarz betrachtet werden, während wohlhabende Schwarze als weiß gelten. Einige Wissenschaftler lehnen dies ab und argumentieren, dass das „Weiß-werden“ des sozialen Status für Menschen gemischter Herkunft möglich sein kann, eine schwarze Person allerdings ungeachtet von Wohlstand und sozialem Status typischerweise durchgängig als schwarz angesehen werden wird.

##### Statistik
| Jahr | Weiß   | Pardo  | Schwarz |
| ---- | ------ | ------ | ------- |
| 1835 | 24,4 % | 18,2 % | 51,4 %  |
| 2000 | 53,7 % | 38,5 % | 6,2 %   |

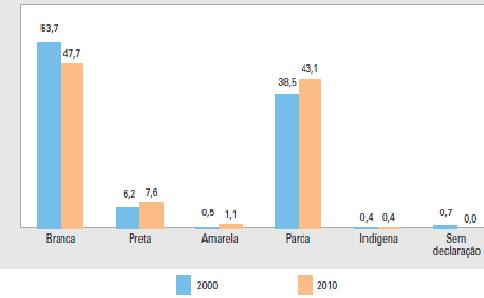
Vergleich 2000 und 2010

Vom Jahr 1500 bis zum Jahr 1850 wurden schätzungsweise 3,5 Millionen Sub-Sahara-Afrikaner zwangsweise nach Brasilien verschifft. Circa 80 Millionen Brasilianer, fast die Hälfte der Bevölkerung, sind zumindest teilweise Nachkommen dieser Afrikaner. Brasilien ist das Land mit den meisten Einwohnern afrikanischer Abstammung außerhalb Afrikas. Im Gegensatz zu den USA bestanden in Brasilien keine Gesetze zur „Rassentrennung“ oder zum Verbot der Mischehe und als Resultat haben Mischehen den Großteil der brasilianischen Bevölkerung beeinflusst. Selbst die Mehrheit der weißen Bevölkerung hat entweder afrikanische oder indianische Wurzeln. Laut der letzten Volkszählung bezeichneten sich 54 % als weiß, 6,2 % als schwarz und 39,5 % als pardo (eine weit gefasste Mischlingskategorie; portugiesisch für „braun“).
Eine Philosophie des Whitening (Aufhellen) entstand im Brasilien des 19. Jahrhunderts. Bis vor kurzem führte die Regierung keine Statistik über die ethnische Herkunft. Dennoch schätzen Statistiker, dass im Jahr 1835 die Hälfte der Bevölkerung schwarz, ein Fünftel pardo und ein Viertel weiß war. Zum Jahr 2000 war die schwarze Bevölkerung auf 6,2 % gesunken und die Pardo waren auf 40 % gestiegen und die Weißen auf 55 %. Im Wesentlichen wurde der Großteil der schwarzen Bevölkerung durch Mischehen in die multiethnische Gruppe absorbiert. Einer jüngeren Studie zufolge haben mindestens 29 % der weißen Mittelschicht eine afrikanische Abstammung.

##### Ethnienverhältnis in Brasilien
Aufgrund der Ideologie der Mischehe wurde es in Brasilien vermieden, die Gesellschaft auf Schwarz und Weiß zu polarisieren. Bittere und manchmal gewaltsame Rassenspannungen wie innerhalb der USA sind in Brasilien bemerkenswerterweise kaum vorhanden. Dennoch herrscht in mancherlei Hinsicht ein kritisches Verhältnis. Brasilien hat einen der größten Unterschiede in der Einkommensverteilung in der Welt. Die reichsten 10 % der Bevölkerung verdienen 28-mal so viel wie der Durchschnitt der unteren 40 %. Die reichsten 10 % sind fast ausschließlich weiß. Ein Drittel der Bevölkerung lebt unterhalb der Armutsgrenze, wobei Schwarze und „Mischlinge“ 70 % der Armen ausmachen.
In den USA verdienen Schwarze etwa 75 % dessen, was weiße Menschen verdienen. In Brasilien verdienen Nicht-Weiße weniger als 50 % dessen, was Weiße verdienen. Manche behaupten, dass Brasilien praktisch die one drop rule anwende, sofern sozioökonomische Faktoren betroffen sind. Dies kommt daher, dass die Lücke zwischen dem Einkommen von Schwarzen und Nicht-Weißen relativ gering ist im Vergleich zu der großen Lücke zwischen Weißen und Nicht-Weißen. Andere Faktoren wie Analphabetismus und Bildungsniveau zeigen die gleichen Muster auf. Anders als in den USA, wo die Afroamerikaner durch den Kampf um die Bürgerrechte geeint wurden, hat die Philosophie des whitening in Brasilien dazu geholfen, Schwarze von anderen Nicht-Weißen zu trennen und verhinderte eine aktivere Bürgerrechtsbewegung.
Obwohl Afrobrasilianer die Hälfte der Bevölkerung stellen, gibt es nur wenige schwarze Politiker. Die Stadt Salvador da Bahia ist zu 80 % afro-brasilianisch, hatte aber noch niemals einen schwarzen Bürgermeister. Kritiker verweisen darauf, dass US-Städte mit schwarzer Bevölkerungsmehrheit, wie etwa Detroit und New Orleans, nie mehr weiße Bürgermeister hatten, seit in den 1970ern die ersten schwarzen Bürgermeister gewählt wurden.
Nicht-Weiße Menschen haben außerdem eine eingeschränkte Medienpräsenz. Die lateinamerikanischen Medien, besonders die brasilianischen Medien, wurden beschuldigt, ihre schwarze und indianische Bevölkerung zu verstecken. Beispielsweise gelten Telenovelas oder Soaps als Tummelplatz von weißen, meist blonden und blau/grün-äugigen Schauspielern, die Skandinaviern oder anderen Nordeuropäern mehr ähneln als den weißen Brasilianern, welche hauptsächlich südeuropäischer Abstammung sind.
Diese Muster der Diskriminierung haben einige zu Fürsprechern der Nutzung des portugiesischen Wortes negro gemacht, um alle Nicht-Weißen zu umfassen und so ein schwarzes Bewusstsein und Identität zu erneuern, ein Prinzip basierend auf afrikanischer Herkunft.

### In Asien und Australasien

#### Türkei
Beginnend vor mehreren Jahrhunderten wurden Schwarzafrikaner von Sklavenhändlern während des Osmanischen Reiches auf Plantagen zwischen Antalya und dem Istanbul der heutigen Türkei verbracht. Einige ihrer Nachfahren leben weiterhin gemeinsam mit der übrigen Bevölkerung in diesen Gebieten, viele migrierten jedoch in größere Städte. Einige stammen von der Insel Kreta und gelangten 1923 durch den Bevölkerungsaustausch nach dem Griechisch-Türkischen Krieg auf das türkische Festland.

#### Israel

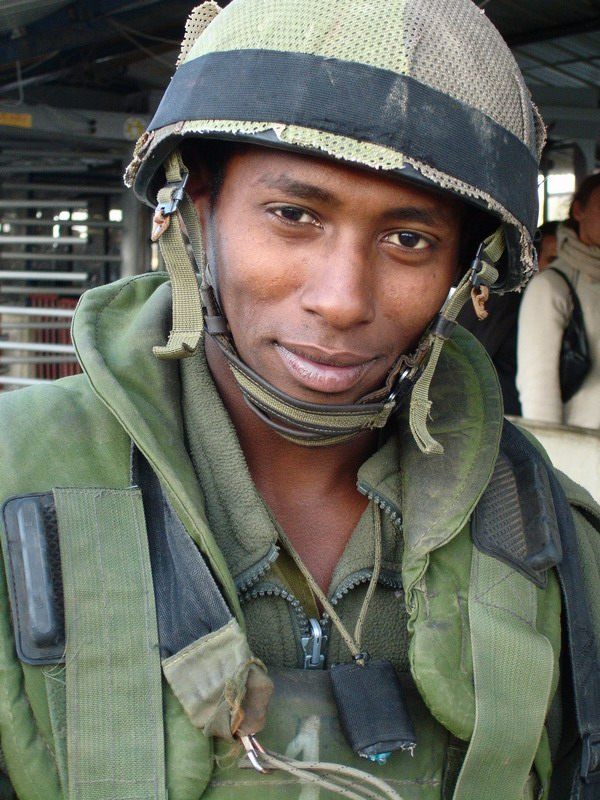
Äthiopisch-israelischer Soldat der israelischen Streitkräfte

In Israel leben etwa 150.000 Schwarze – knapp über 2 % Anteil der Gesamtbevölkerung –, wobei circa 120.000 Äthiopische Juden die Mehrheit stellen. Die meisten von ihnen kamen während der 1980er und 1990er Jahre. Mehr als 16.000 afrikanische Flüchtlinge kamen zu Beginn des 21. Jahrhunderts als Asylbewerber in das Land. Eine kleinere, aber wichtige Gruppe sind die Schwarzen Juden von Kerala, viele von ihnen siedelten in Moschaws im Süden der Negev-Wüste. Weiterhin beheimatet Israel über 5000 Mitglieder der African Hebrew Israelite Nation of Jerusalem (eine religiöse/ethnische Gruppe), welche meist gemeinschaftlich in einem Teil der Stadt Dimona in der Negev-Wüste wohnen. Eine unbekannte Zahl von zum Judentum konvertierten Schwarzen lebt ebenfalls in Israel. Die Mehrheit von ihnen stammt ursprünglich aus dem Vereinigten Königreich, Kanada und den Vereinigten Staaten. Ebenso leben tausende Mischlinge mit nicht-schwarzen jüdischen Verwandten in Israel.

#### China
In Guangzhou existierte eine Kolonie arabischer Händler, die mit Sklaven aus Afrika versorgt wurde. Serge Bilé zitiert einen Text des 12. Jahrhunderts, der berichtet, dass die meisten wohlhabenden Familien in Guangzhou schwarze Sklaven besaßen, die sie aufgrund ihrer physischen Erscheinung als Wilde und Dämonen betrachteten. In Macau hatte jede portugiesische Familie durchschnittlich fünf bis sechs männliche schwarze Sklaven (nicht mitgerechnet deren Frauen und Kinder). Viele Sklaven flüchteten vor ihren Herren in Macao und kamen nach China, schrieb Matteo Ricci, und verpflichteten sich selbst zum Dienst bei lokalen chinesischen militärischen Anführern. Zheng Zhilong und sein Sohn Koxinga hatten im 16./17. Jahrhundert die „black guard“, die sich hauptsächlich aus schwarzen Afrikanern, die ehemalige portugiesische Sklaven waren, zusammensetzte.
Laut einem Bericht der Zeitung Guangzhou Daily leben gegenwärtig etwa 100.000 Afrikaner in Guangzhou; eine Zahl, die dem Artikel zufolge seit 2003 jährlich um 30 bis 40 % anstieg.

#### Indien und Südostasien

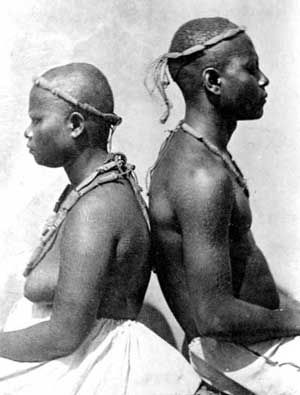
1876: Ein einheimisches Paar der Groß-Andamaner von den Andamanen

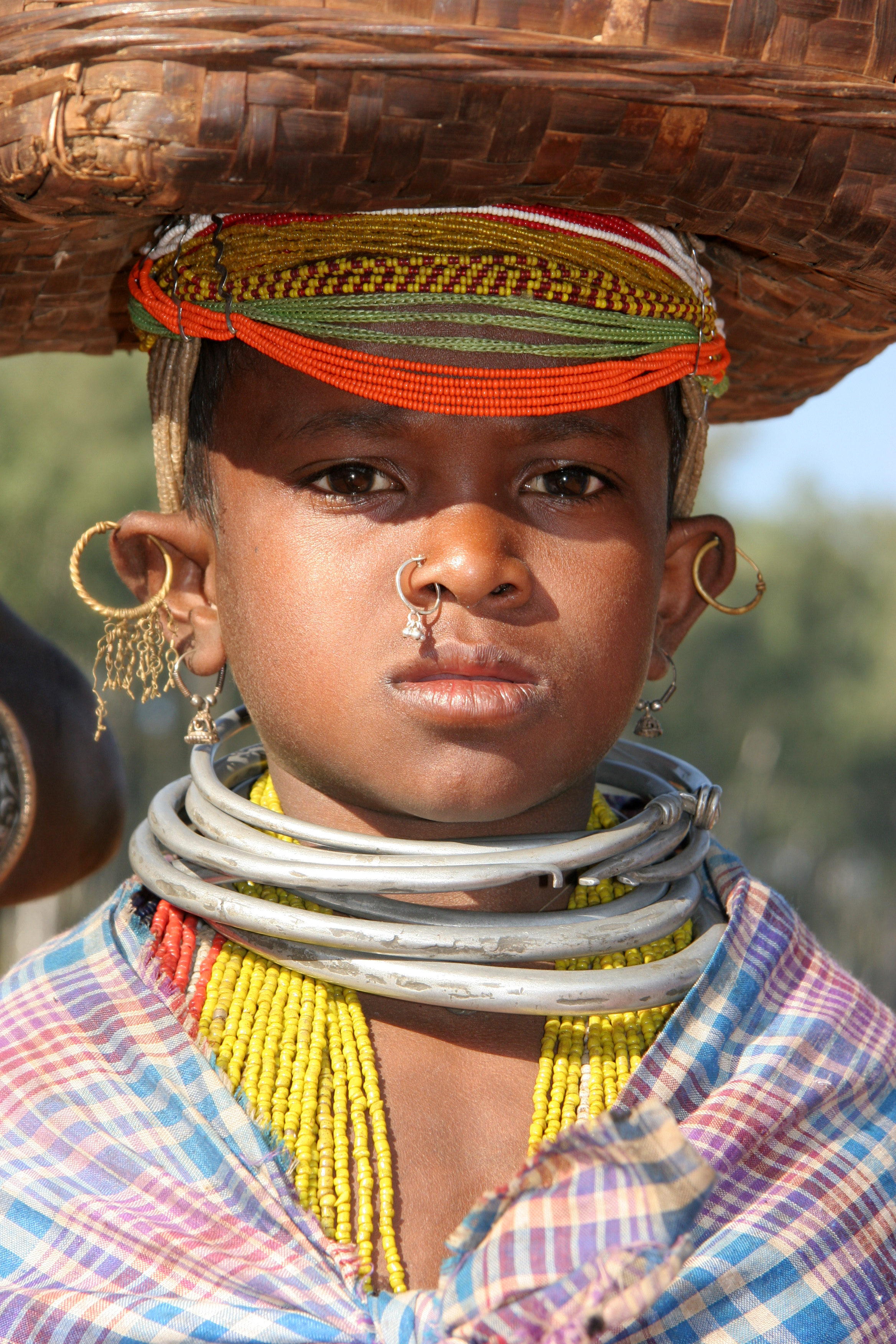
Ein junges Mädchen vom Volk der Bonda auf dem Weg zum Markt in Indien

Die Groß-Andamaner sind eine von fünf einheimischen schwarzen ethnischen Gruppen der Andamanen, die als Andamaner zusammengefasst und als Adivasi (Stammesvölker Indiens, wörtlich Ureinwohner) eingestuft werden. Sie gehören zu den ersten Bewohnern des heutigen Indiens und sind in ihrer Existenz bedroht. Die anderen vier Gruppen sind Jangil, Jarawa, Onge und Sentinelesen. Eine andere isolierte Bevölkerung stellen die Veddas auf Sri Lanka dar.
In Südindien leben ebenfalls verschiedene Gruppen schwarzafrikanischen Ursprungs, wie die Siddi, insbesondere die Siddi von Karnataka, die von ostafrikanischen Sklaven abstammen. Andere ethnische Gruppen mit dunkler Haut in Indien sind die Bonda, Gond, Bhil und Konda.
Eine Gruppe der Cochin-Juden waren die dunkelhäutigen Malabari-Juden, die ethnisch gesehen weitgehend identisch mit der umgebenden dravidischen Bevölkerung von Kerala sind. Die Ursprünge der Juden in Indien lassen sich wahrscheinlich zweitausend bis dreitausend Jahre zurückdatieren. Für Jahrhunderte sahen sich die Malabari-Juden dem Rassismus der benachbarten weißen Paradesi-Juden gegenüber, die sie aus deren Synagogen ausschlossen. Diese Apartheid-ähnliche Situation besserte sich erst im 20. Jahrhundert mit dem Aufstieg des „jüdischen Gandhi“, eines örtlichen Anwalts namens Abraham Barak Salem. Die meisten der Malabari-Juden emigrierten bis 1972 nach Israel, wo ihre ethnische Herkunft sie hervorhebt und in einigen Fällen rassistische Kommentare auf sie zieht.

#### Melanesien

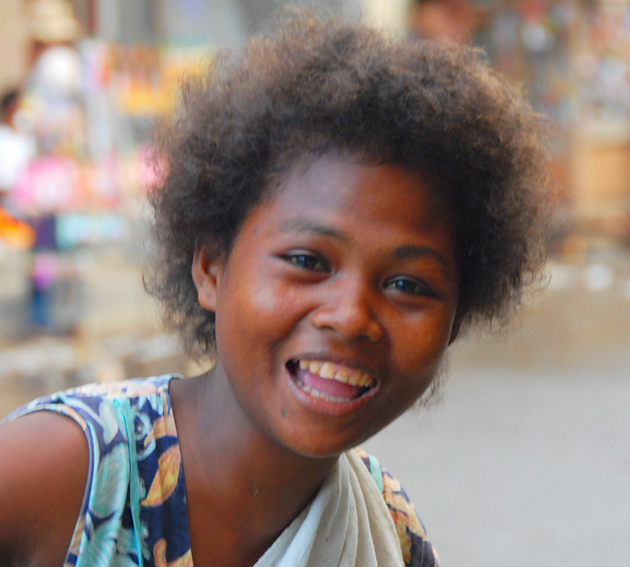
Eine Frau der Ati auf den Philippinen. Die Negritos waren die ersten Bewohner Südostasiens

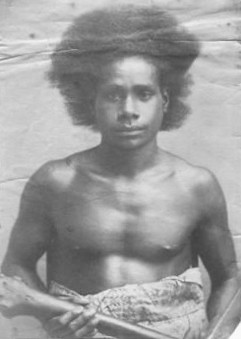
Ein Fidschianer Anfang des 20. Jahrhunderts

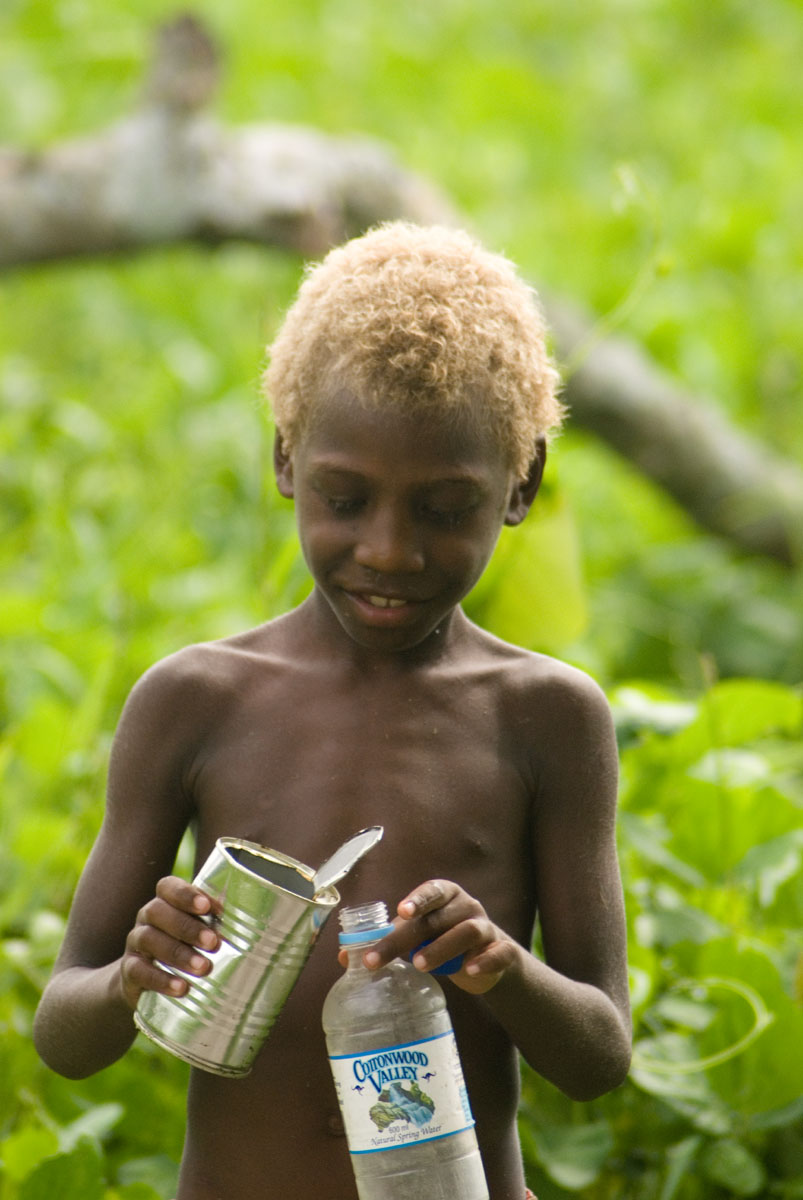
Ein einheimischer Junge aus Vanuatu

Es gibt zahlreiche Gruppen von dunkelhäutigen Menschen, die in verschiedenen Teilen Asiens, Australiens und Ozeaniens leben und die manchmal als Schwarze bezeichnet werden. Diese umfassen die Aborigines und die Melanesier (nun geteilt in austronesisch-sprachige Bevölkerungen, Papua und andere Gruppen aus Neuguinea), die Semang der Malaien-Halbinsel, die Aeta aus Luzon sowie die Ati aus Panay. Einheimische Fidschianer und verschiedene indigene Völker sind manchmal zusammenfassend als Negritos bekannt.
Aufgrund ihres äußeren Erscheinungsbildes (Phänotyp) ähneln solche Völker schwarzen Afrikanern durch dunkle Haut und manchmal dicht gewickeltes Haar. Es gab Vermutungen über einen schwarzafrikanischen Ursprung. Im Fall der Groß-Andamaner ergab eine vom National Center for Biotechnology Information durchgeführte Studie allerdings, dass die Andamaner engere genetische Verbindungen zu anderen südostasiatischen Völkern aufwiesen als zur schwarzafrikanischen Bevölkerung.

### In Europa

#### Vereinigtes Königreich
Laut dem Office for National Statistics lebten zur Volkszählung 2001 über eine Million schwarze Menschen im Vereinigten Königreich. Ein Prozent der Bevölkerung beschrieb sich selbst als Black Caribbean, 0,8 Prozent als Black African und 0,2 Prozent als Black other. Das Vereinigte Königreich förderte nach dem Zweiten Weltkrieg die Einwanderung von Arbeitern aus der Karibik. Die erste symbolische Einwanderungswelle erreichte mit der MV Empire Windrush die britischen Inseln. Der amtliche Oberbegriff ist black and minority ethnic (BME), jedoch wird der Begriff ‚black‘ manchmal eigenständig verwendet, um eine vereinte Opposition gegen Rassismus auszudrücken, etwa in der Namensgebung der Southall Black Sisters, einer Londoner Menschenrechtsorganisation, die hauptsächlich von Briten asiatischer Herkunft gegründet worden ist.

#### Frankreich
Die Bevölkerung Frankreichs setzt sich aus zahlreichen Ethnien zusammen, darunter sind 2,5 bis 5 Millionen schwarze Menschen. Die meisten von ihnen sind Einwanderer oder deren Nachkommen aus den afrikanischen und karibischen Kolonien Frankreichs. Amtliche Zahlen gibt es nicht, weil bei Volkszählungen nicht nach ethnischen oder religiösen Kategorien gefragt wird. Die Einwanderung Dunkelhäutiger ins Mutterland hat eine lange Vorgeschichte. Die Bewohner der vieilles colonies in der Karibik sowie der Quatre Communes im Senegal hatten seit 1848 das französische Bürgerrecht und entsandten Abgeordnete in die Nationalversammlung, etwa Blaise Diagne. Unter den Vorfahren des berühmten Schriftstellers Alexandre Dumas befand sich eine schwarze Sklavin aus Haiti, weswegen er oft rassistisch beleidigt wurde. In der Zwischenkriegszeit und besonders nachdem alle Bewohner der Kolonien 1946 das Wahlrecht erhalten hatten, gab es in französischen Regierungen oft schwarze Minister.
Die massenhafte Einwanderung von Schwarzafrikanern in das französische Mutterland begann nach der Dekolonisierung in den 1960er Jahren. Die Mehrheit der schwarzen Franzosen lebt in der Hauptstadtregion Île-de-France und im Großraum Marseille. Kritiker verweisen auf die ethnische Segregation der Bevölkerung: In den banlieues der Großstädte, rund um Paris vor allem in den Départements Val d’Oise und Seine-Saint-Denis, leben afrikanische und maghrebinische Einwanderer oft unter sehr schlechten Bedingungen und sind überdurchschnittlich häufig von Arbeitslosigkeit, Kriminalität und Drogenkonsum betroffen (Näheres siehe im Artikel banlieue). Einwanderer aus den Überseegebieten (Antillen oder Französisch-Guyana) sind dabei tendenziell besser integriert als Einwanderer aus Schwarzafrika, da sie durch die gleiche Sprache, religiöse und kulturelle Tradition näher mit dem französischen Mutterland verbunden sind.
Gesellschaftlich hervorgetreten sind Schwarze etwa als Musiker (vor allem im französischen Hip-Hop) oder Sportler (Yannick Noah, Tony Parker). Die französische Fußballnationalmannschaft, die bei der Weltmeisterschaft 1998 im eigenen Land den Titel gewann, umfasste drei schwarze Spieler, im Team der Vizeweltmeister von 2006 fanden sich sogar sieben. Diese Mannschaft wurde équipe black-blanc-beur genannt, wobei beur sich nicht auf die Hautfarbe beziehend die arabischstämmigen und black die schwarzen Franzosen bezeichnet. Die Eigenbezeichnung Black wurde dabei als Ersatz für das französische noir aus der Bürgerrechtsbewegung der USA übernommen. Black-blanc-beur wurde so zum Symbol einer erfolgreichen multikulturellen französischen Gesellschaft, einer Vision, die in den nächsten Jahren durch Integrationsprobleme und Rassismus wieder verdunkelt wurde.
In den Medien sind in den letzten Jahren, im Rahmen der Bemühungen, die diversité culturelle des Landes besser zu repräsentieren, vermehrt Schwarze zu sehen. Schwarze Politiker sind, außer in den Überseedépartements, selten. Nicolas Sarkozy ernannte 2005 mit Rama Yade die erste schwarze Ministerin seit dem Ende des Kolonialreiches.

#### Italien
Italien, jahrhundertelang eher ein Auswanderungsland, erlebte in den letzten Jahren eine verstärkte Einwanderung aus den Ländern südlich des Mittelmeeres. Daher hat das Land heute eine multiethnische Bevölkerung mit schätzungsweise 755.000 bis 1,6 Millionen schwarzer Einwohner. Afrikanische Einwanderer haben oft mit Rassismus zu kämpfen und arbeiten in schlecht bezahlten Beschäftigungsverhältnissen. Gesellschaftlichen Aufstieg und Bekanntheit erreichten bislang nur wenige, darunter der Fußballer Mario Balotelli.

#### Balkan
In der Hafenstadt Ulcinj in Montenegro gab es im Osmanischen Reich bis 1878 eine große schwarze Gemeinde – als Folge des Sklavenhandels und der Kaperei. Die Osmanische Armee zählte tausende schwarzafrikanische Soldaten in ihren Reihen. Die während des Venezianisch-Österreichischen Türkenkrieges auf die Balkanhalbinsel entsandte Armee bestand unter anderem aus 24.000 Männern aus Afrika.

#### Osteuropa

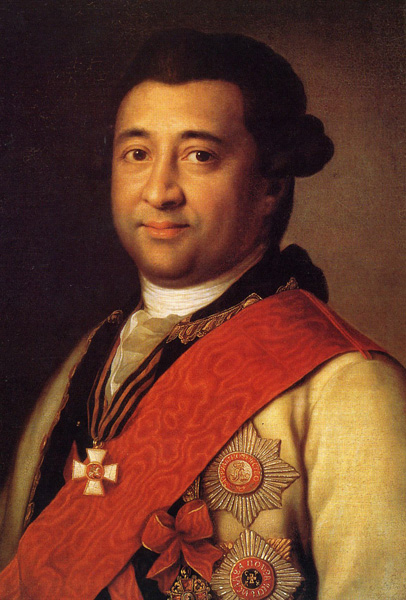
Iwan Abramowitsch Hannibal, Großvater von Alexander Pushkin Nationaldichter Russlands, Sohn des Abraham Petrowitsch Hannibal

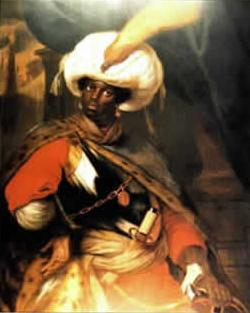
Abraham Petrowitsch Hannibal, russischer General und Patenkind Peters des Großen

Als die meisten afrikanischen Staaten in den 1960er Jahren ihre Unabhängigkeit erlangten, bot die Sowjetunion Studienplätze für Afrikaner an. In über 40 Jahren kamen 400.000 afrikanische Studenten, von denen sich ein großer Teil dort niederließ. Diese Entwicklung erstreckte sich über die Sowjetunion hinaus auf viele Staaten des Ostblocks.

#### Russland
In Russland werden ‚Schwarze‘ kulturell klassifiziert als Menschengruppen, die sich ethnisch von den Russen unterscheiden und tendenziell dunkelhäutiger sind. Diese werden abwertend als ‚Schwarze‘ (chernye) bezeichnet und erfahren eine gewisse soziale Ausgrenzung, darunter Roma, Georgier und Tataren. Viele der als ‚Schwarze‘ bezeichneten Personen stammen aus autonomen Republiken Russlands oder Nachfolgestaaten der ehemaligen Sowjetunion, hauptsächlich aus dem Kaukasus – wie Tschetschenen. Obwohl das englische Wort Caucasian (dt. ‚Kaukasier‘) im amerikanischen Englisch für ‚weiße Menschen‘ steht, bezieht es sich in der russischen Sprache – und den meisten anderen Varianten der englischen Sprache – nur auf den Kaukasus und nicht generell auf Europäer oder europäischstämmige Menschen.

## Debatten über Rasse

### Hamitische Rasse
Laut einigen Historikern war die Geschichte des Fluches über Ham, in der Genesis 9  zu einer Verfluchung Hams und seiner Nachkommen umgedeutet wurde, ein bahnbrechendes Ereignis für die Definition von schwarzen Menschen, da die Geschichte über Generationen durch jüdische, islamische und christliche Gelehrte weitergegeben wurde. Es wurde ohne Anhalt am biblischen Text eine angebliche doppelte Verfluchung Hams (nicht Kanaans) und seiner Nachkommen konstruiert: Sie hätten ihre dunkle Hautfarbe als Bestrafung für ein angebliches Vergehen Hams auf der Arche bekommen. Entsprechend wurde Ham schon von Moses da Castellazzo in seinem bebilderten Pentateuch von 1521 zum Zeitpunkt seiner Verfehlung gegenüber seinem Vater Noah als schwarz dargestellt. Auch die von Noah ausgesprochene Verfluchung Kanaans, er solle „Sklave der Sklaven“ (Genesis 9,25 ) sein, wurde auf Ham übertragen und so die angebliche doppelte Verfluchung, als Nachkomme Hams schwarz sein und Sklave sein zu müssen, entwickelt. Diese Entwicklungslinie zieht sich laut Jan Christian Gertz vom Frühjudentum über islamische Historiker des Mittelalters zu christlichen Gelehrten, die diese Gedanken nachweisbar ab dem 16. Jahrhundert aufgenommen haben. Kolumnistin Felicia R. Lee zufolge wurde Ham weithin als schwarz dargestellt. Schwarz sein, Knechtschaft und die Idee einer rassischen Hierarchie waren untrennbar miteinander verbunden. Einige Menschen glauben, dass die heute überholte Einteilung der Menschheit in drei große Rassen teilweise auf die Geschichten über Noahs drei Söhne zurückgeht, welche die Erde nach der Sintflut wieder bevölkerten und so zum Aufstieg von drei getrennten Rassen führten.
Die biblische Textstelle, die von den Söhnen Noahs handelt (Genesis 9,18–27 ), enthält jedoch keinen Bezug auf Rassen. Der vermeintliche Fluch über Ham liegt nicht auf Ham, sondern auf Kanaan, einem der Söhne Hams. Er bezieht sich somit nicht auf die Rasse, sondern auf die Geografie. Die Kanaaniter, gewöhnlich mit der Levante-Region (Palästina, Libanon etc.) assoziiert, wurden nach der biblischen Erzählung von den Hebräern unterjocht, nachdem diese die Knechtschaft in Ägypten hinter sich gelassen hatten. Weder die angebliche Minderwertigkeit der hamitischen Nachkommen noch der Ursprung der drei Rassen in Noahs Söhnen sind von der biblischen Erzählung gestützt. Sem scheint beispielsweise keinen rassischen, sondern einen linguistischen Bezug zu haben. Kurzgefasst definiert die Bibel keine schwarzen Menschen oder ordnet sie rassischen Hierarchien zu.
Historiker meinen, dass der Glaube, dass schwarze Menschen von Ham abstammten, bis ins 19. Jahrhundert von den Weißen der Südstaaten genutzt wurde, um die Sklaverei zu rechtfertigen. Laut Benjamin Braude, Geschichtsprofessor am Boston College, war der Fluch über Ham aus Genesis 9,18–27 im Europa und Amerika des 18. und 19. Jahrhunderts der grundlegende Mythos für die kollektive Erniedrigung, üblicherweise begründet als Gottes Wille zur Verurteilung von Generationen von dunkelhäutigen Menschen aus Afrika zur Sklaverei.
Autor David M. Goldenberg argumentiert, dass die Bibel kein rassistisches Werk ist. Laut Goldenberg kommen solche rassistischen Interpretationen von post-biblischen Autoren der Antike wie Philon von Alexandria und Origenes, die das Schwarz sein mit Dunkelheit der Seele gleichsetzten.

### Im Afrozentrismus

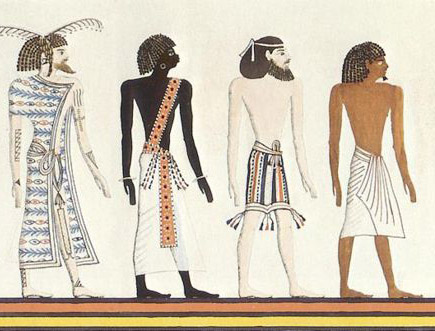
Zeichnung von 1820 eines Pfortenbuch-Freskos am Grab von Sethos I. – dargestellt sind (von links): Libyer, Nubier, Vorderasiate, Ägypter

Eine Kontroverse über Hautfarbe und ethnischen Ursprung der Alten Ägypter wurde als Teil der Afrozentrismus-Debatte entfacht. Afrozentristische Wissenschaftler wie Cheikh Anta Diop behaupten, dass das Alte Ägypten eine hauptsächlich „schwarze Zivilisation“ war. Eine für dieses Argument zitierte Quelle ist Herodot, der um 450 v. Chr. schrieb, Kolcher und Ägypter seien „dunkelhäutig und haben wolliges Haar, was für sich genommen noch nichts aussagt, denn es gibt andere Rassen, die so sind, aber […] Kolcher, Ägypter und Äthiopier sind die einzigen, die von Anfang an die Zirkumzision praktizieren“. Dagegen äußert Frank M. Snowden, Jr., Professor für Alte Geschichte, Bedenken gegenüber dem Vertrauen auf Beschreibungen antiker Autoren von physischen Merkmalen anderer antiker Völker, da ihre Begrifflichkeit andere Bedeutungen gegenüber dem heutigen westlichen Sprachgebrauch habe. Er führt auch an, dass andere antike Autoren deutlich zwischen Ägyptern und Äthiopiern unterschieden.
In dem Artikel „The Geographical Origins and Population Relationships of Early Ancient Egyptians“ behandelten Keita und Boyce 1996 diese Thematik. Als Anthropologen verweisen sie auf die Gefahren des Heranziehens antiker Interpretationen zur Aufklärung der biologischen Zusammensetzung einer Bevölkerung. In jedem Fall behaupten sie, die relevanten Daten deuteten auf eine größere Ähnlichkeit zwischen Ägyptern und Äthiopiern hin als zwischen dieser Gruppe und den antiken Griechen.
Antike Ägypter werden in den modernen Medien oftmals den Europäern zugerechnet und viele Menschen, besonders Afrozentristen, haben dies kritisiert. Ägyptologen zufolge war das antike Ägypten eine multikulturelle Gesellschaft mit Einflüssen aus dem Nahen Osten, Nordostafrika und der Sahara. Anthropologische und archäologische Beweise zeigen, dass ein africoides Element im antiken Ägypten offensichtlich war, welches während der Ersten Dynastie in Abydos vorherrschte.
Neuere genetische Forschung an erhaltenen Mumien der Grabungsstätte Abu Sir al-Malaq kam zumindest für Unterägypten zu gegenteiligen Ergebnissen, danach waren die alten Ägypter mit Völkern des Nahen Ostens, aber nicht mit subsaharischen Populationen genetisch eng verwandt. Erst in römischer Zeit begann sich das zu ändern. Für Oberägypten fehlen entsprechende Untersuchungen bislang.